# Cantone di La Suze-sur-Sarthe
Il Cantone di La Suze-sur-Sarthe è una divisione amministrativa dell'arrondissement di La Flèche.
A seguito della riforma complessiva dei cantoni del 2014 è passato da 12 a 15 comuni.

## Composizione
Prima della riforma del 2014 comprendeva i comuni di:
- Chemiré-le-Gaudin
- Étival-lès-le-Mans
- Fercé-sur-Sarthe
- Fillé
- Guécélard
- Louplande
- Parigné-le-Pôlin
- Roézé-sur-Sarthe
- Souligné-Flacé
- Spay
- La Suze-sur-Sarthe
- Voivres-lès-le-Mans

Dal 2015 comprende i comuni di:
- Chemiré-le-Gaudin
- Étival-lès-le-Mans
- Fercé-sur-Sarthe
- Fillé
- Guécélard
- Louplande
- Malicorne-sur-Sarthe
- Mézeray
- Parigné-le-Pôlin
- Roézé-sur-Sarthe
- Saint-Jean-du-Bois
- Souligné-Flacé
- Spay
- La Suze-sur-Sarthe
- Voivres-lès-le-Mans